# Visibilidade

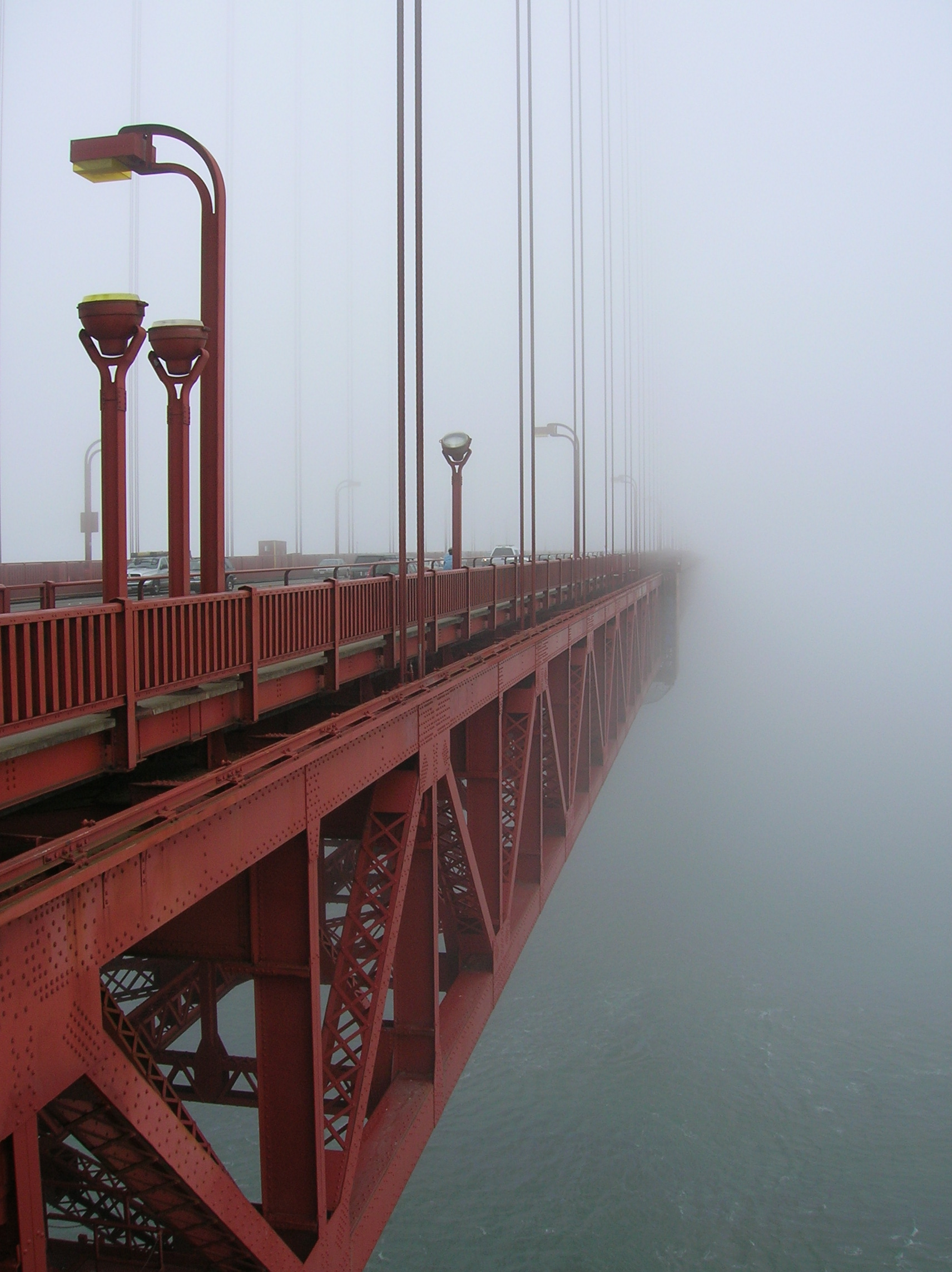
Perda de visibilidade produzida pela neblina matinal na Golden Gate de San Francisco.

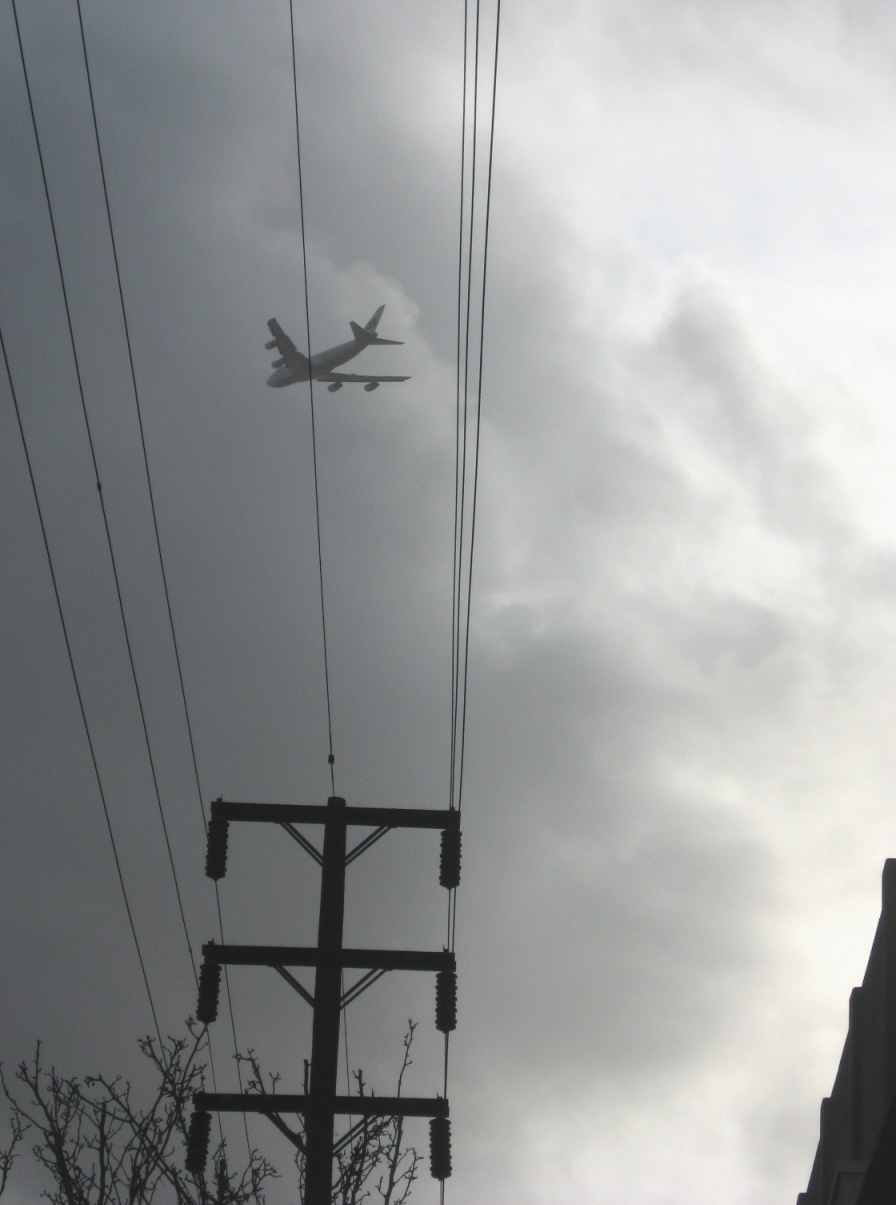
Um avião comercial avoar entre as nuvens sobre Los Angeles.

Visibilidade é o parâmetro utilizado em meteorologia para indicar a medida da distância a que um objecto ou luz pode ser claramente percebido através do ar. O seu valor é em geral reportado nas observações meteorológicas de superfície e boletins METAR como a distância em metros (ou milhas) a que um objecto pode ser avistado. A visibilidade meteorológica depende da transparência do ar e afecta todas as formas de tráfego, desde o rodoviário ao aéreo e marítimo, e muitas outras actividades que dependem da boa propagação da luz através da atmosfera. O parâmetro é uma medida da transparência da atmosfera, não variando, para as mesmas condições atmosféricas, com a luminosidade ou com a alternância entre a noite e o dia.

## Factores redutores da visibilidade
Em ar limpo, no Ártico ou em áreas montanhosas, a visibilidade pode ser de entre 70 a 100 km. Contudo, mesmo nessas regiões, a visibilidade é frequentemente reduzida devido à humidade relativa do ar e à formação de núvens e de precipitação, à poluição atmosférica e presença de qualquer tipo de litometeoro.
Algumas condições climáticas, como o nevoeiro ou a neblina, podem reduzir consideravelmente a visibilidade. Considera-se que existe nevoeiro quando a visibilidade horizontal é inferior a 2 km. Em casos de nevoeiro espesso a visibilidade pode ser reduzida a poucos metros de distância, dificultando tarefas como a condução de viaturas. Quando a visibilidade é menor que 10 km, diz-se que existe neblina se a humidade relativa do ar é igual ou superior a 80%, sendo designada por bruma quando o valor daquele parâmetro seja inferior.
O nevoeiro e o fumo podem reduzir a visibilidade a níveis proximos de zero, tornando difícil a condução de veículos automóveis e a operação de aeronaves. O mesmo ocorre com litometeoros como as tempestades de areia nas áreas próximas aos desertos, com o fumo dos incêndios florestais e com os nevões.
Outro factor a considerar é a presenção de precipitação intensa, como durante os temporais ou trovoadas.

## Aeronáutica
Dada a importância da visibilidade na actividade aeronáutica, particularmente nas operações aeroportuárias, a ICAO estabeleceu no seu Anexo 3 – Serviço Meteorológico para a Navegação Aérea Internacional (Meteorological Service for International Air Navigation) os seguintes conceitos de visibilidade:
- Visibilidade horizontal — embora as duas distâncias tenham valores diferentes em ar com um determinado coeficiente de extinção, a visibilidade horizontal para fins aeronáuticos é o maior valor de:
  - (a) a maior distância à qual um objecto preto de dimensões adequadas, situado junto ao solo, pode ser visto e reconhecido quando observado contra um fundo brilhante. Esta distância é designada por alcance óptico meteorológico (MOR);
  - (b) a maior distância à qual luzes de aproximadamente 1000 candelas podem ser vistas e identificadas contra um fundo não iluminado. Esta distância varia com a iluminação de fundo.
- Visibilidade prevalecente — o valor da visibilidade, observada de acordo com a definição de visibilidade horizontal, que é obtida ou superada em pelo menos metade do círculo do horizonte, ou pelo menos no espaço de metade da superfície do aeródromo. Estas áreas podem incluir sectores contínuos ou não contínuos. Este valor pode ser avaliado através da observação humana ou por sistemas instrumentais adequados, os quais quando estejam instalados são utilizados para se obter a melhor estimativa deste parâmetro.
- Alcance Visual ao Longo da Pista (RVR ou Runway Visual Range) — a distância à qual o piloto de uma aeronave que se encontra sobre o eixo da pista pode ver as linhas marcadas na superfície da pista ou as luzes que a delimitam ou identificam o seu eixo.

Em estreita associação aos conceito anteriores, e com utilização em actividades para além da aeronáutica, é comum considerar-se a seguinte medida da visibilidade:
- Visibilidade meteorológica — a capacidade de ver, em direcção a qualquier ponto cardeal, os obstáculos que rodeiam o observador, numa distância previamente conhecida. Esta forma de medição é identificada pela sigla MOR (do inglês: Meteorological Optical Range, "alcance óptico meteorológico"). Para obter a medida da visibilidade com recurso a esta técnica, é preciso fixar um ponto de observação, a partir do qual se estabelece a distância aos obstáculos visuais mais próximos visíveis, servindo a distância como referência numa situação de redução da visibilidade.